# سندا برنسون ابوت
سندا برنسون ابوت (انگلیسی: Senda Berenson Abbott; march ۱۹, ۱۸۶۸ – ۱۶ فوریه ۱۹۵۴ (۸۵ ساله)) آموزگار اهل ایالات متحده آمریکا بود.